# Sperrkassierer
Ein Sperrkassierer ist ein Beauftragter eines Versorgungsunternehmens, der Abnehmer, die ihre Rechnung nach mehrfacher Mahnung nicht bezahlen, vor Ort aufsucht und den ausstehenden Betrag einfordert. Kann dieser nicht beglichen werden, sperrt der Sperrkassierer den Strom-, Gas- oder Trinkwasseranschluss.

## Ausbildung
Technische Überwachungsvereine und andere Weiterbildungsinstitutionen veranstalten in Zusammenarbeit mit den Berufsgenossenschaften Seminare, bei denen technische Laien Fachkenntnisse erwerben, um Arbeiten unter Spannung ausführen und Elektrizitätszähler sperren und entsperren zu dürfen. Es handelt sich um die Zusatzqualifikation Elektrofachkraft für festgelegte Tätigkeiten. Zum Erwerb dieser Zusatzqualifikation sind nach § 2 der Besonderen Rechtsvorschrift für die IHK-Prüfung „Zusatzqualifikation Elektrofachkraft für festgelegte Tätigkeiten“ schon eine abgeschlossene Ausbildung in einem industriell-technischen Beruf sowie der Nachweis über die Teilnahme an der schon genannten Laienschulung ausreichend. Die Prüfung wird
meist direkt im Anschluss an die Schulung durchgeführt. Die Ausbildungszeit beträgt ca. sechs Tage inklusive
Prüfungstag.

## Technischer Ablauf
Der Sperrkassierer muss den elektrischen Anschluss des Kunden auf der Seite des Energieversorgers auftrennen, er greift also nicht in die Kundenanlage ein. In der Regel ist das vor dem Elektrizitätszähler. Entweder ist dort eine herausnehmbare Sicherung, die durch ein verplombtes Dummy ersetzt wird, eine NH-Sicherung oder einen Leitungsschutzschalter bzw. SLS-Schalter, der in Aus-Stellung verplombt wird. Oft muss der Sperrkassierer in älteren Anlagen jedoch auch den Zähleranschluss abklemmen. Um hierzu nicht übrige Verbraucher (z. B. in einem Mietshaus) abschalten zu müssen, kann es erforderlich sein, auch diese Arbeit unter Spannung auszuführen.

## Gefahren
Sperrkassierer sind bei ihrer Tätigkeit Gefahren durch gewaltbereite Personen sowie durch die Wirkung des elektrischen Stromes ausgesetzt.
Elektrounfälle entstehen insbesondere beim Trennen und Herstellen der Verbindung zwischen Stromzähler und Versorgungsnetz, wenn ein hoher Laststrom fließt. Dann kann sich ein Störlichtbogen entwickeln, der bei fehlender Schutzkleidung zu Verbrennungen und Augenschäden führen kann.

## Rechtlicher Rahmen der Tätigkeit
Ein Sperrkassierer hat nicht das Recht, Räumlichkeiten, in denen sich die Versorgungseinrichtungen befinden, aufzusuchen, sofern
diese dem Hausrecht des Schuldners unterliegen und dieser nicht einwilligt. Im Allgemeinen ist dies der Fall, wenn die Versorgungseinrichtungen sich innerhalb der Wohnung des Schuldners befinden und dieser den Zutritt zur Wohnung versagt. Setzt sich der Sperrkassierer über den Willen des Inhabers des Hausrechts hinweg, so macht er sich strafbar. Haben mehrere Parteien, beispielsweise in einem Mehrfamilienhaus, das Hausrecht über die Räumlichkeiten mit den Versorgungseinrichtungen, so kann der Sperrkassier von einer dieser Parteien sich Zugang gewähren lassen. Rechtlich geschützt ist hier nur der Zugang zu den Räumlichkeiten der Versorgungseinrichtungen, nicht aber die Manipulationen an den Versorgungseinrichtungen selbst. Wird dem Sperrkassier der Zugang zu den Versorgungseinrichtungen verwehrt, so kann das Versorgungsunternehmen vor dem zuständigen Amtsgericht eine einstweilige Verfügung bzw. im Zivilverfahren einen Titel gegen den Schuldner erstreiten. Der Sperrkassierer kann in diesem Fall den Gerichtsvollzieher begleiten, der ihm aufgrund der einstweiligen Verfügung bzw. des  rechtskräftigen Titels Zugang zu den Versorgungseinrichtungen verschafft. Der Schuldner kann sich, sofern er den Zugang des Sperrkassierers wirksam verhindern kann, weitere Zeit verschaffen, um die Außenstände zu begleichen, jedoch fallen nun weitere Kosten an.
Sofern der Sperrkassierer selbstständig oder freiberuflich dieser Tätigkeit nachgeht, so hat er gemäß § 2 Abs. 2 Rechtsdienstleistungsgesetz die Inkassoerlaubnis beim zuständigen Landgericht bzw. Amtsgericht einzuholen. Des Weiteren hat er in diesem Fall sinngemäß nach vorherigem Paragraphen neben einem Mindestalter von 25 Jahren einen Sachkundenachweis in Form einer weiteren IHK-Prüfung zu erbringen und des Weiteren sich in geordneten wirtschaftlichen Verhältnissen zu befinden und Voraussetzungen der Zuverlässigkeit zu erfüllen.
Um derartige Rechtsunsicherheiten zu vermeiden sowie um die Sperrkassierer vor gewaltbereiten Kunden zu schützen, arbeiten die Energieversorger daran, die Zähler bzw. Hausanschlüsse getrennt von den Räumlichkeiten bzw. Grundstücken der Kunden halten.